# STU (企業)
株式会社STUは、広島県広島市中区に本社を置く企業である。2017年4月3日設立。STU48の運営管理、マネジメントをおこなう。
STU48への支援として、瀬戸内沿岸7県の広域観光を推進する官民組織「せとうちDMO」を構成するうちの一社である株式会社瀬戸内ブランドコーポレーションが出資している。

## 所属グループ
- STU48

## 所属タレント

### STU48
1期生
- 谷口茉妃菜
- 兵頭葵
- 福田朱里

ドラフト3期生
- 信濃宙花
- 中村舞

2期生
- 池田裕楽
- 内海里音
- 尾崎世里花
- 川又優菜
- 迫姫華
- 清水紗良
- 高雄さやか
- 原田清花
- 宗雪里香
- 吉田彩良
- 渡辺菜月

2.5期研究生
- 岡田あずみ
- 久留島優果
- 岡村梨央
- 諸葛望愛

3期生
- 新井梨杏
- 石原侑奈
- 曽川咲葵
- 森末妃奈

3期研究生
- 奥田唯菜
- 北澤苺
- 濵田響

## 過去の所属タレント
| メンバー名 | 備考                |
| ---------- | ------------------- |
| 石田千穂   | TWIN PLANETへ移籍。 |
| 工藤理子   | 充sへ移籍           |

| メンバー名 | 備考 |
| ---------- | --- |
| 黒岩唯     | growinを経て、現在はアローズエンタテインメント所属。                                                         |
| 尾﨑舞美   | STU48卒業後はツインプラネット愛媛へ移籍。                                                                    |
| 張織慧     | 現在は「SUI」（すい）と改名。 アイドルグループ「最後の晩餐」元メンバー。                                     |
| 塩井日奈子 | |
| 溝口亜以子 | |
| 佐野遥     | 現在は衣料品ブランド「Forway」を立ち上げ。                                                                   |
| 菅原早記   | STU48卒業後はプラチナムプロダクションへ移籍。                                                                |
| 市岡愛弓   | |
| 門田桃奈   | 大野姉妹withカネハマヒカリの専属マネージャー→退職                                                            |
| 由良朱合   | STU48卒業後はプラチナムプロダクションへ移籍。                                                                |
| 土路生優里 | STU48卒業後はエー・チームへ移籍。                                                                            |
| 三島遥香   | 卒業後はフリーでタレント活動。                                                                               |
| 森香穂     | STU48卒業後はゼロイチファミリアへ移籍。                                                                      |
| 藤原あずさ | |
| 近藤ありす | |
| 磯貝花音   | STU48卒業後はNRC PRODUCTION                                                                                  |
| 新谷野々花 | |
| 田中皓子   | |
| 田村菜月   | |
| 薮下楓     | 姉：薮下柊は元NMB48のメンバー。                                                                              |
| 大谷満理奈 | 卒業後はフリーで「星乃まりな」と改名してタレント活動。                                                       |
| 今泉美利愛 | |
| 中廣弥生   | |
| 南有梨菜   | |
| 門脇実優菜 | |
| 榊美優     | 現在：「CUCA（くーか）」と改名。STU48卒業後はKiiiへ移籍。                                                    |
| 田口玲佳   | |
| 矢野帆夏   | 現在：「やの ほのか」と改名。2025年3月31日をもって、ワンエイトプロモーションを退所後、フリーでタレント活動。 |
| 田中美帆   | myfavのメンバー。                                                                                            |
| 吉崎凜子   | |
| 川又あん奈 | myfavのメンバー。                                                                                            |
| 瀧野由美子 | |
| 清水りさ子 | |
| 今村美月   | Lucolortへ移籍。                                                                                             |
| 石田みなみ | STU48卒業後はディープスキルへ移籍                                                                            |
| 立仙百佳   | 姉：立仙愛理は元AKB48のメンバー                                                                              |
| 沖侑果     | ディープスキルへ移籍                                                                                         |
| 鈴木彩夏   | |
| 岩田陽菜   | STU48卒業後はノースプロダクション。                                                                          |
| 甲斐心愛   | STU48卒業後はKLP48メンバー。 Orb Promotionへ移籍。                                                           |
| 長谷川乃彩 | |
| 岩﨑春望   | |
| 藤井里詠   | |
| 森下舞羽   | |
| 壁島結華   | |
| 小島愛子   | |
| 梶原未羽   | |
| 峯吉愛梨沙 | |
| 井出叶     | |

## 関連番組
制作協力
- せとチャレ!STU48（広島ホームテレビ）

協力
- STU48のセトビンゴ!（日本テレビ）
- STU48 イ申テレビ（ファミリー劇場）
- STU↗でんつ!（広島テレビ）